# Sedam grijeha 21. stoljeća
Sedam grijeha 21. stoljeća objavljeni su u Kompendiju socijalnog nauka Crkve iz 2005. godine. Predstavljaju stav Katoličke Crkve s obzirom na suvremene društvene pojave.
Prema Kompendiju tih sedam grijeha jesu:
1. bioetičke zloporabe (kontrola rađanja, pobačaj, eutanazija);
2. moralno upitni pokusi kao istraživanja matičnih stanica i kloniranje;
3. zloporaba droga (narkomanija);
4. zagađivanje okoliša;
5. širenje jaza između bogatih i siromašnih;
6. neumjerno pohlepno bogaćenje;
7. uzrokovanje siromaštva.

Ovi društveni grijesi pripadaju u dvije kategorije. Jedni su dio sveobuhvatnoga poriva za dobiti (profitom), a drugi žeđi za moći sa željom nametanja vlastitih pogleda i stavova drugima. Globalizacijom su ovi grijesi rašireni po cijelomu svijetu i velik broj ljudi ispašta zbog njih.